# 普魯士的奧古斯特·斐迪南王子
普魯士的奧古斯特·斐迪南（德語：August Ferdinand von Preußen，1730年5月23日—1813年5月2日），腓特烈大帝的弟弟。

## 家庭
1755年，奧古斯特·斐迪南與布蘭登堡-施韋特的安娜·伊莉莎白·路易絲結婚。她的母親是奧古斯特·斐迪南的姐姐索菲·多蘿西亞，因此她是奧古斯特·斐迪南的外甥女。兩人共有4子2女：
1. 弗蕾德里克·伊莉莎白（1761年—1773年），早逝
2. 腓特烈·海因里希（1769年—1773年），夭折
3. 路易絲（英语：Princess Louise of Prussia (1770–1836)）（1770年—1836年）
4. 海因里希·腓特烈（1771年—1790年），早逝
5. 路德維希·斐迪南（1772年—1806年）
6. 奧古斯特（英语：Prince Augustus of Prussia）（1779年—1843年）